# 1502 a tudományban
Az 1502. év a tudományban és a technikában.

## Események
- Megalapítják a Wittenbergi Egyetemet.

## Felfedezések
- január 1. – portugál felfedezők behajóznak a Guanabara-öbölbe, az újonnan felfedezett vidéket folyótorkolatnak hiszik és Rio de Janeirónak, azaz "Január-folyó"nak nevezik el.
- május 21. – a portugálok felfedezik Szent Ilona szigetét.
- Kolumbusz Kristóf partra száll a mai Trujillónál és az országot Hondurasnak nevezi el.

## Technika
- Peter Henlein megalkotja sz első zsebórát.

## Születések
- január 7. – XIII. Gergely pápa, a Gergely-naptár bevezetője (†  1585)
- Pedro Nunes, portugál matematikus († 1578)
- Jorge Reinel, portugál térképész († 1572 után)

## Halálozások
- Miguel Corte-Real portugál tengerész   (* 1450k.)
- Antonio Bonfini itáliai író, filozófus (* 1427v.1434)